# Vendage
Die Vendage ist ein Fluss in Frankreich, der im Département Haute-Loire in der Region Auvergne-Rhône-Alpes verläuft. 
Sie entspringt im westlichen Gemeindegebiet von Saint-Just-près-Brioude, entwässert generell in nordöstlicher Richtung und mündet nach rund 20 Kilometern an der Gemeindegrenze von Auzon und Vergongheon als linker Nebenfluss in den Allier. Der Mündungsbereich liegt am Rand des Regionalen Naturparks Livradois-Forez, in einem Feuchtgebiet am Fluss Allier, wo das Wasser streckenweise im sumpfigen Untergrund verschwindet.

## Orte am Fluss
(Reihenfolge in Fließrichtung)
- Troupenat, Gemeinde Saint-Just-près-Brioude
- Vendage, Gemeinde Saint-Beauzire
- Saint-Laurent-Chabreuges
- Paulhac
- Beaumont
- Cohade
- Ouillandre, Gemeinde Vergongheon